# Uvaria andamanica
Uvaria andamanica är en kirimojaväxtart som beskrevs av George King. Uvaria andamanica ingår i släktet Uvaria och familjen kirimojaväxter. Inga underarter finns listade i Catalogue of Life.